# شرق بهشت (مجموعه تلویزیونی آمریکایی)
شرق بهشت (انگلیسی: East of Eden) یک مینی‌سریال تلویزیونی است که توسط زویی کازان تهیه‌کنندگی و اقتباس شده و با بازی فلورنس پیو است. این مجموعه بر پایهٔ رمان شرق بهشت نوشتهٔ نویسندهٔ آمریکایی جان استاین‌بک، که نخستین‌بار در سال ۱۹۵۲ منتشر شد، ساخته شده است.

## تولید
این مجموعه توسط زویی کازان اقتباس شده است؛ کسی که پدربزرگ او، الیا کازان، کارگردان اقتباس سینمایی رمان در سال ۱۹۵۵ بود. این مینی‌سریال هفت قسمتی توسط دو شرکت انانیمس کانتنت و فیفتث سیزن برای نتفلیکس تولید می‌شود. گارث دیویس کارگردانی چهار قسمت نخست را بر عهده دارد و همچنین به‌عنوان تهیه‌کنندهٔ اجرایی نیز فعالیت می‌کند. لوره د کلرمونت تونر سه قسمت پایانی را کارگردانی خواهد کرد. آنتوان دواهی و زک هیدن نیز تهیه‌کنندگان اجرایی این پروژه هستند. حضور فلورنس پیو نخستین بار در سال ۲۰۲۲ به پروژه پیوند خورد. او علاوه بر ایفای نقش اصلی، یکی از تهیه‌کنندگان مجموعه نیز هست. جب استوارت به همراه کازان، به‌عنوان شورانر مشترک مجموعه فعالیت می‌کند.
در سپتامبر ۲۰۲۴، کریستوفر ابوت، مایک فایست و هون لی به جمع بازیگران پیوستند. در ماه بعد، بازیگران دیگری از جمله تریسی لتس، مارتا پلیمپتن، و کیران هایندز به پروژه اضافه شدند.

## فیلم‌برداری
تصویربرداری اصلی این مجموعه از اکتبر ۲۰۲۴ در نیوزیلند آغاز شد. از جمله مکان‌های فیلم‌برداری می‌توان به اوکلند، دنیدن و اوامارو در جزیرهٔ جنوبی اشاره کرد. فیلم‌برداری در مارس ۲۰۲۵ به پایان رسید.

## انتشار
این مجموعه قرار است در سال ۲۰۲۶ از طریق نتفلیکس منتشر شود.